# Gare de Maastricht-Randwyck
La gare de Maastricht-Randwyck est une gare ferroviaire de la ligne de Liège-Guillemins à Maastricht. Elle est située au 100 rue Joseph Bechlaan, sous le pont routier qui comporte son bâtiment d'accès, entre les quartiers de Randwyck et de Heer, au sud du centre ville de Maastricht, dans la province de Limbourg aux Pays-Bas.

## Situation ferroviaire
Établie à 51 mètres d'altitude, la gare de Maastricht-Randwyck est située au point kilométrique (PK) 27,2 de la ligne de Liège à Maastricht (ligne 40), entre les gares en service d'Eijsden (nl) et de Maastricht. À Environ 2,5 km au sud, non loin de la frontière entre la Belgique et les Pays-Bas, se trouve le changement entre les systèmes d'électrification néerlandaise (à 1,5 kV) et belges (à 3 kV). Elle est également située sur la Heuvellandlijn (nl), une desserte commerciale recoupant plusieurs lignes ferroviaires entre Maastricht (frontière) et Kerkade.

## Histoire
La gare de Maastricht-Randwyck est mise en service le 31 mai 1987, elle est due à l'architecte J. Bak.

## Service des voyageurs

### Accueil
Le bâtiment voyageurs, situé avenue Joseph Bech sur le pont qui surplombe l'autoroute et les voies et quais de la gare, permet de rejoindre le quai central et le quai latéral par des escaliers et ascenseurs.

Accès aux quais
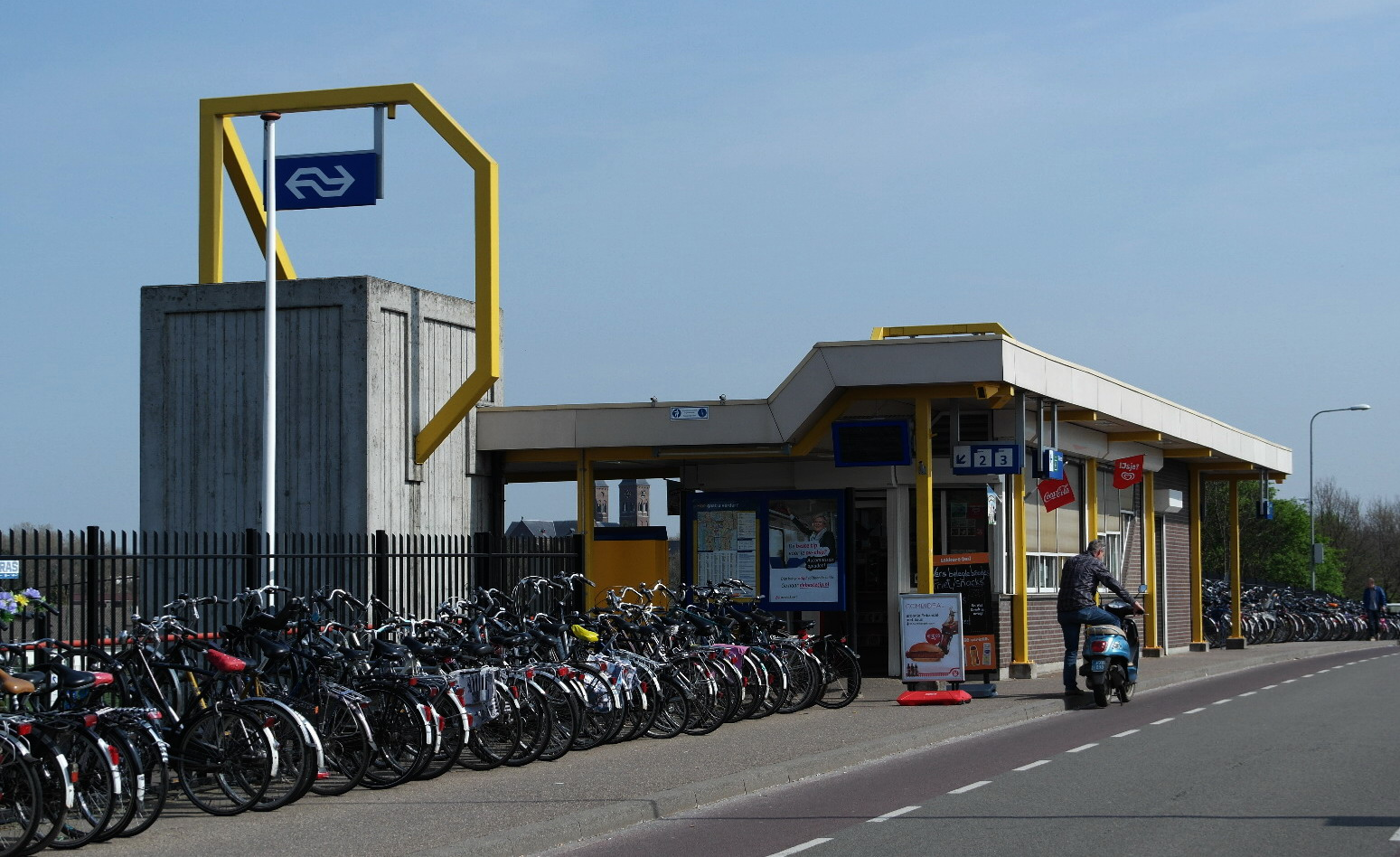
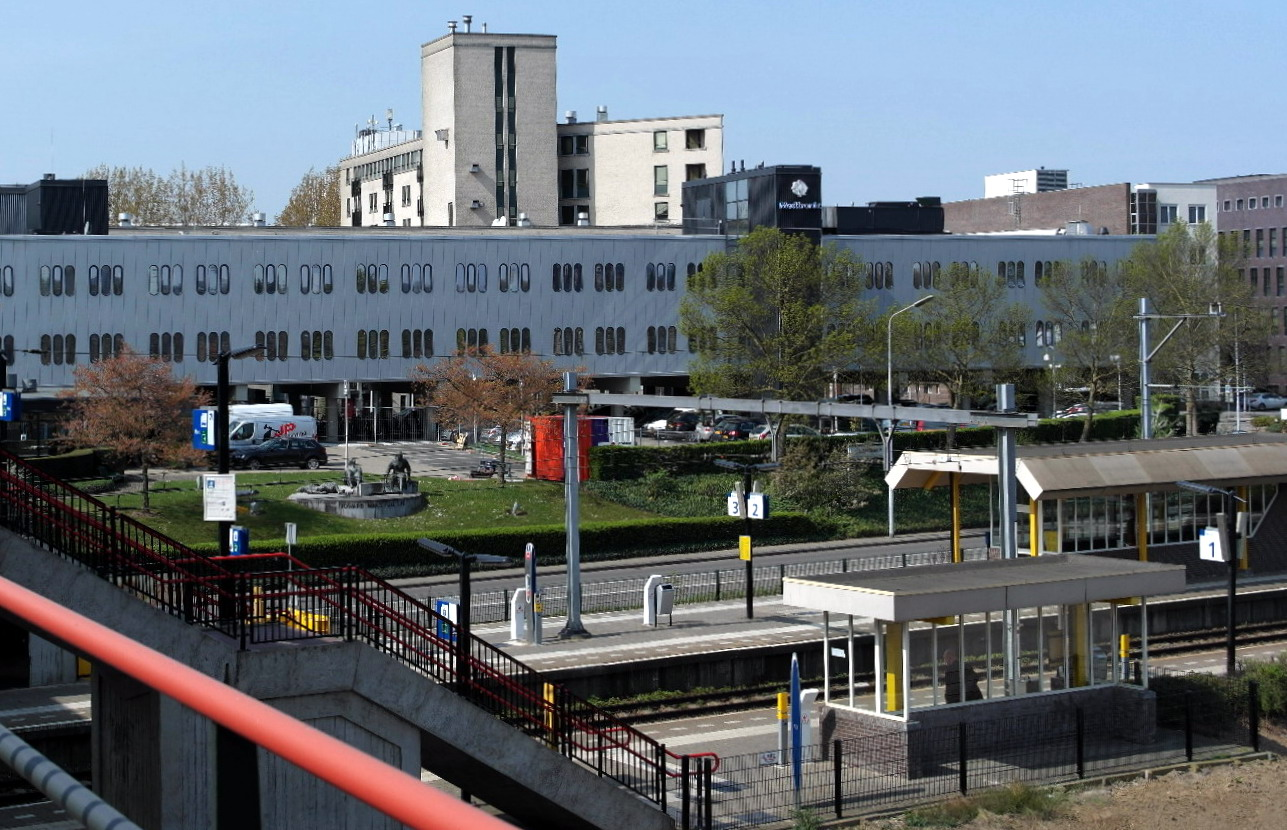
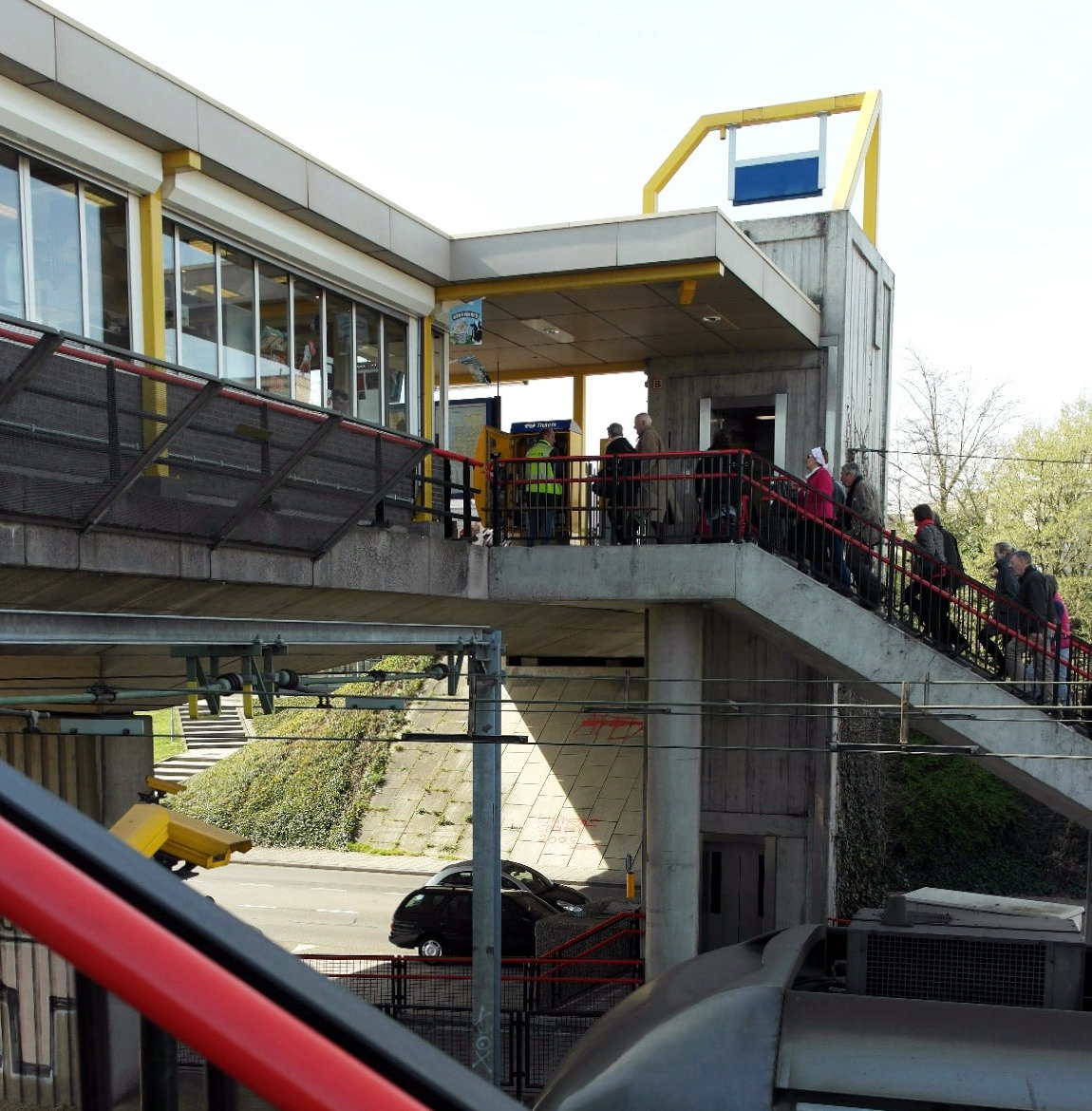

### Desserte
Cette gare est desservie toutes les heures par le train des trois pays Liège – Aix-la-Chapelle ainsi que par des trains Sprinter (omnibus) à destination de Ruremonde et de Kerkrade-Central cadencés chacun à la demi-heure.

Dessertes
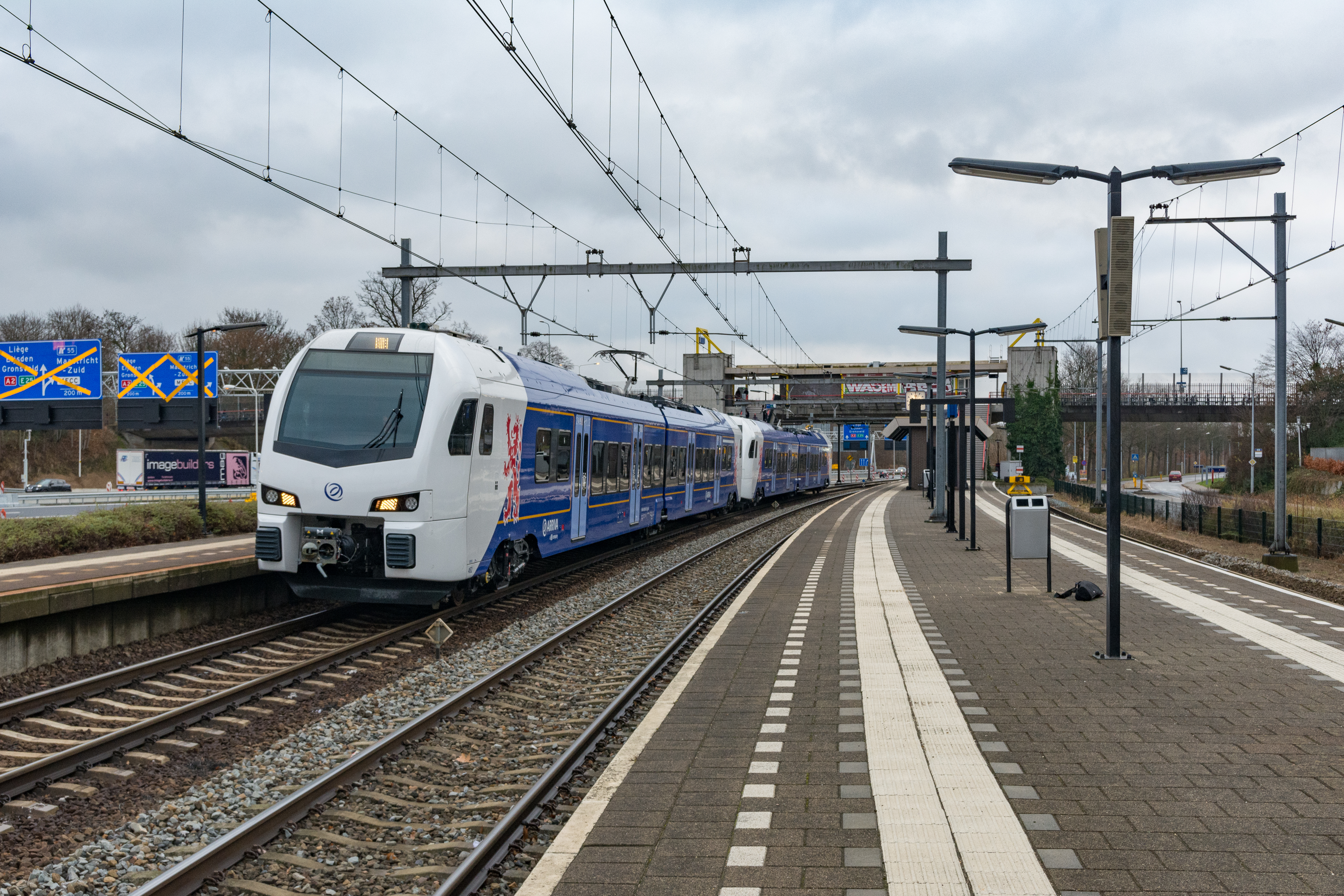
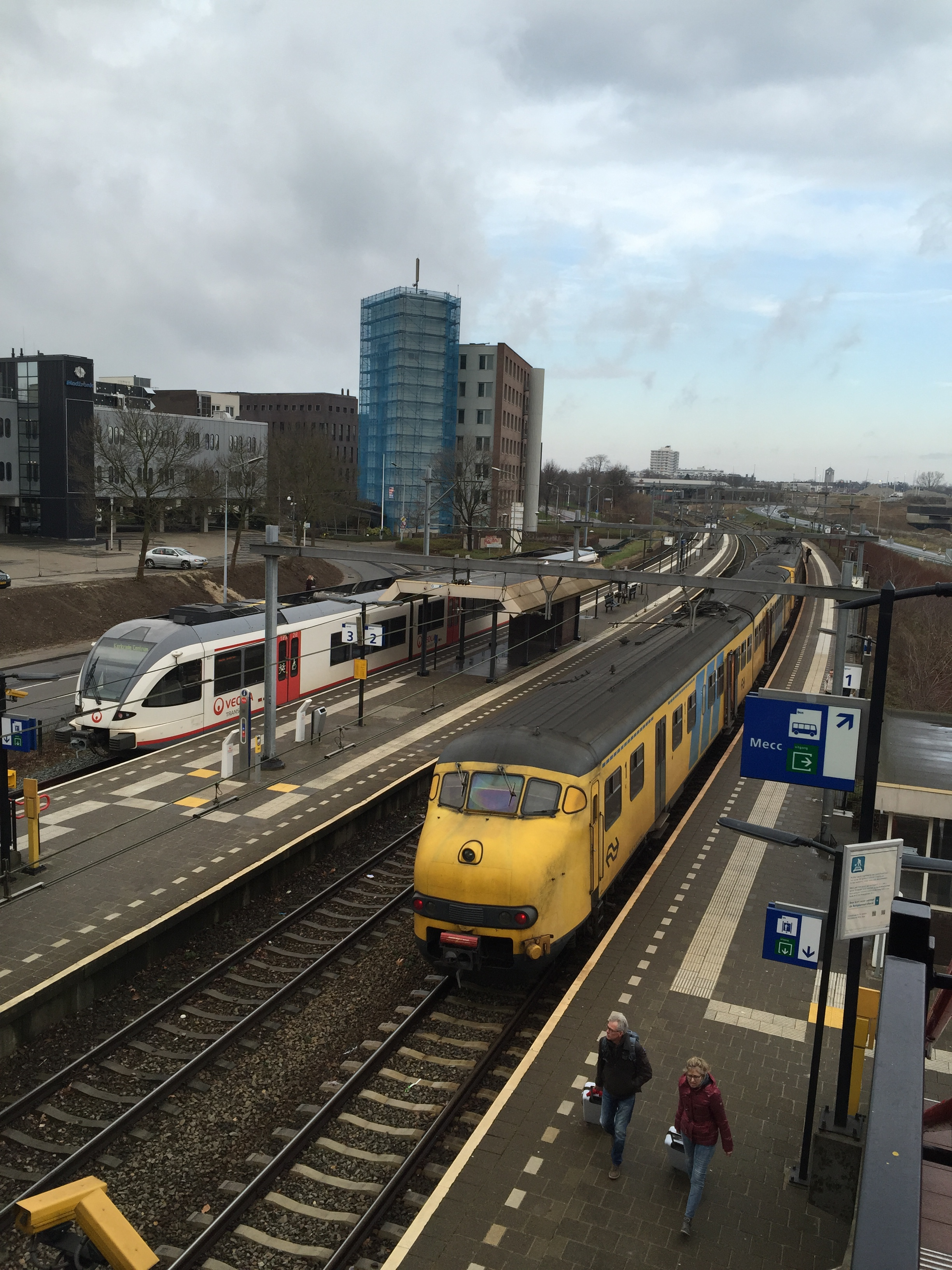
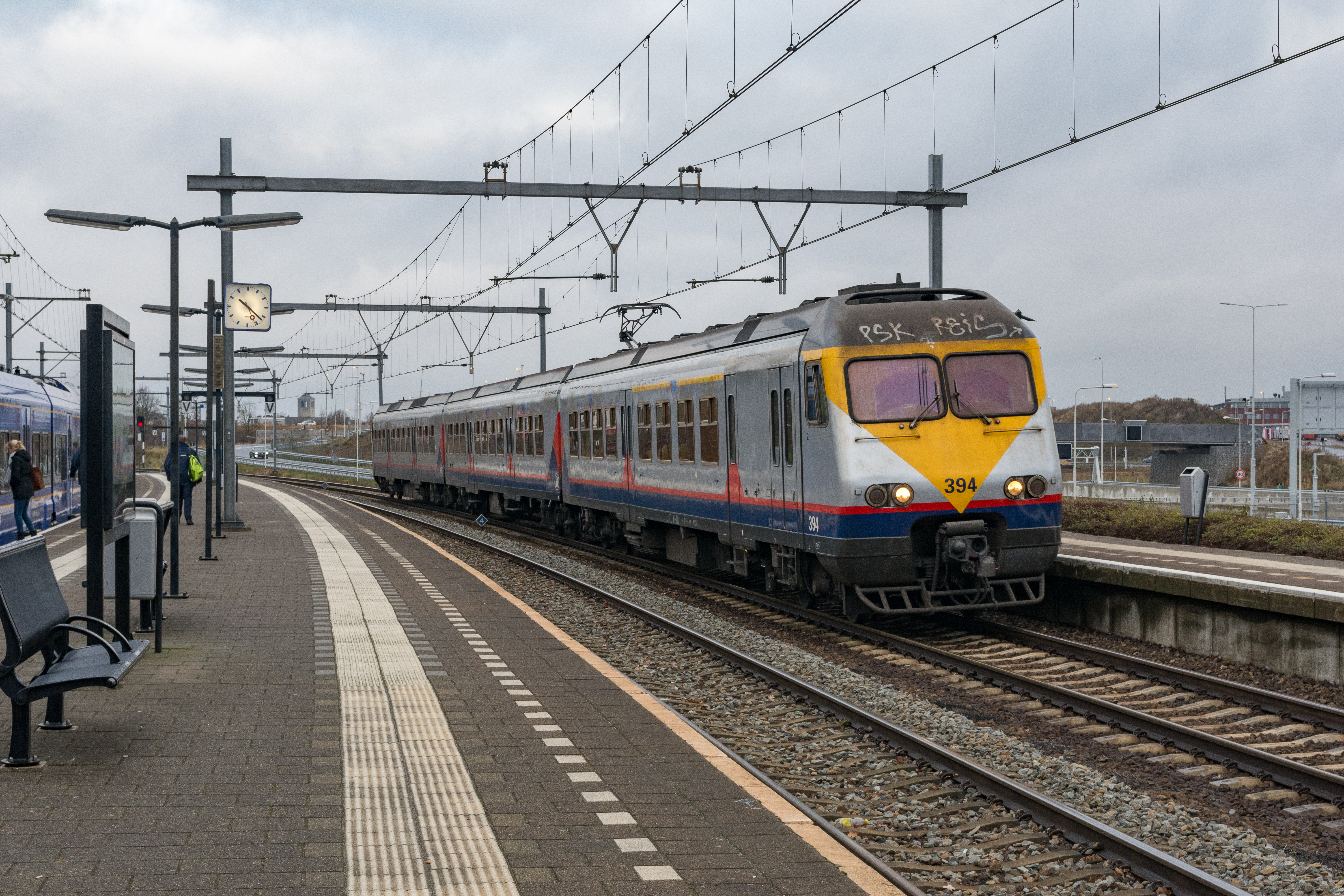